# Hemitaeniochromis urotaenia
Hemitaeniochromis urotaenia — прісноводна риба родини Цихлових, один із двох представників роду Hemitaeniochromis. Ендемік озера Ньяса, занесений до Червоної книги МСОП. Інколи цей вид утримують в акваріумах.
Риби сягають 22 см завдовжки, тримаються парами або зграями. Ведуть хижий спосіб життя.